# Campeonato Mundial de Ciclismo em Estrada de 1948

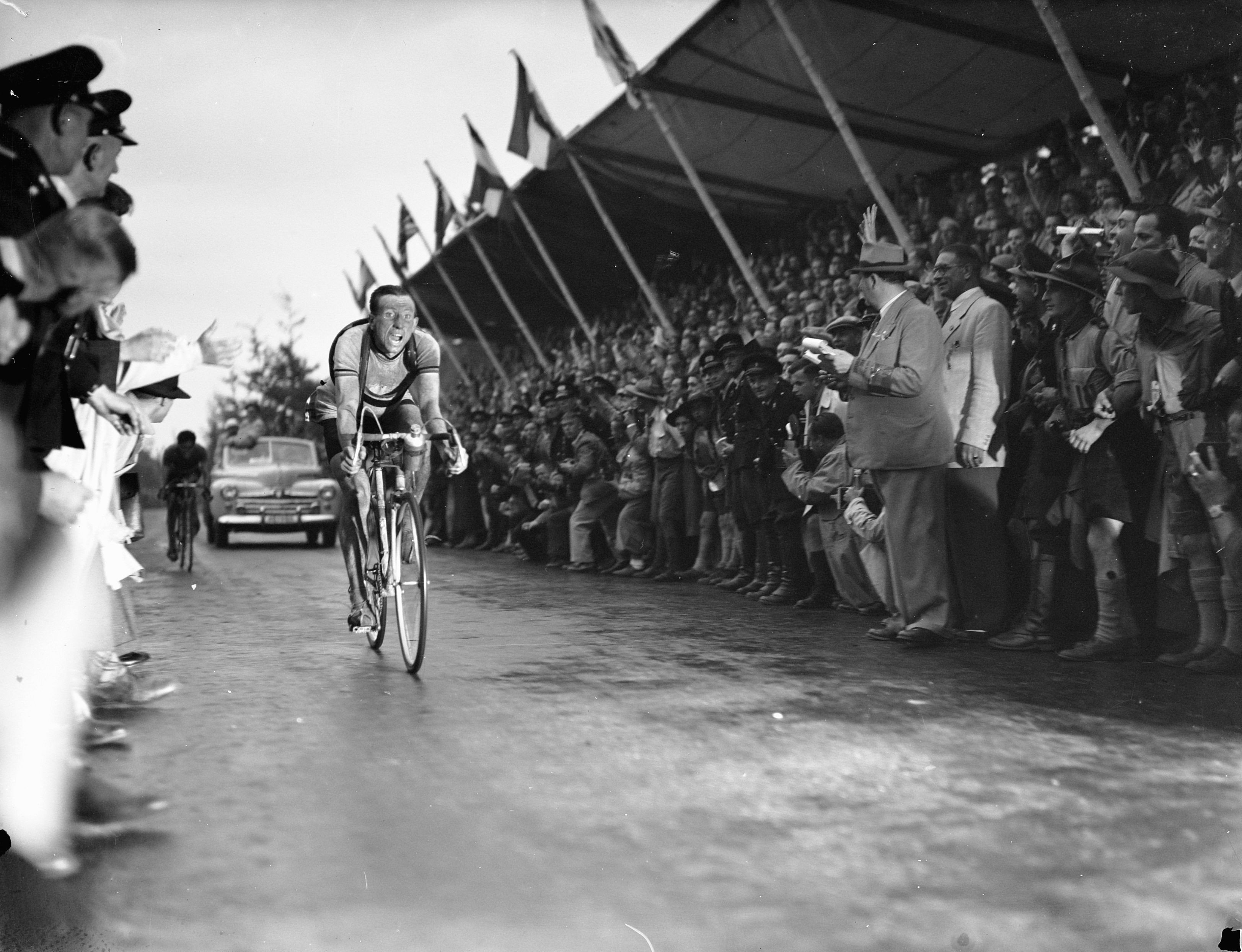
Campeonato Mundial de Ciclismo de Estrada em Valkenburg. Profissionais. Vencedor Brik Schotte [Bélgica] Data: 22 de agosto de 1948 Local: Limburg, Valkenburg

Os Campeonatos do mundo de ciclismo em estrada de 1948 celebrou-se na localidade holandesa de Valkenburg a 22 de agosto de 1948.

## Resultados
| Evento                     | Ouro                    | Ouro       | Prata                  | Prata    | Bronze                    | Bronze   |
| -------------------------- | ----------------------- | ---------- | ---------------------- | -------- | ------------------------- | -------- |
| Provas masculinas          |                         |            |                        |          |                           |          |
| Homens - carreira em linha | Briek Schotte · Bélgica | 7h 28' 17" | Apo Lazaridès · França | + 1"     | Lucien Teisseire · França | + 3' 41" |
| Amador - carreira em linha | Harry Snell · Suécia    | 5h 16' 22" | Lievin Lerno · Bélgica | + 1' 48" | Olle Wänlund · Suécia     | m.t.     |